# Tierz
Tierz – gmina w Hiszpanii, w prowincji Huesca, w Aragonii, o powierzchni 6,54 km². W 2011 roku gmina liczyła 714 mieszkańców.